# Pandoras ask (film, 1933)
Pandoras ask (engelska: Old King Cole) är en amerikansk animerad kortfilm från 1933. Filmen ingår i Silly Symphonies-serien.

## Handling
En kung har bjudit in ett flertal figurer från Gåsmors sagor till en stor fest.

## Om filmen
Filmen är delvis en nyinspelning av kortfilmen Mother Goose Melodies från 1931, som även kom att bli inspiration till Vem är vem i Hollywood som släpptes 1938.

### Svensk distribution
Filmen hade svensk premiär den 19 februari 1934 på biografen Rialto i Stockholm och visades som förfilm till långfilmen Fattiga riddare (engelska: That's a Good Girl) med Jack Buchanan i huvudrollen. Den 16 april samma år visades denna som separat kortfilm på biografen Flamman som också ligger i Stockholm.
Utöver sin svenska premiärtitel Pandoras ask har filmen haft fler svenska titlar. Bland dem finns Gamle kung kålrot och Sagokungen på bal.
Filmen har givits ut på VHS och DVD och finns dubbad till svenska.

## Rollista
- Allan Watson – kungen
- Mary Moder
- Dorothy Compton
- Marcellite Garner[3]